# Liste des albums certifiés en Corée du Sud
 (mai 2023).
La mise en forme du texte ne suit pas les recommandations de Wikipédia : il faut le « wikifier ».
Les points d'amélioration suivants sont les cas les plus fréquents. Le détail des points à revoir est peut-être précisé sur la page de discussion.
- Les titres sont pré-formatés par le logiciel. Ils ne sont ni en capitales, ni en gras.
- Le texte ne doit pas être écrit en capitales (les noms de famille non plus), ni en gras, ni en italique, ni en « petit »…
- Le gras n'est utilisé que pour surligner le titre de l'article dans l'introduction, une seule fois.
- L'italique est rarement utilisé : mots en langue étrangère, titres d'œuvres, noms de bateaux, etc.
- Les citations ne sont pas en italique mais en corps de texte normal. Elles sont entourées par des guillemets français : « et ».
- Les listes à puces sont à éviter, des paragraphes rédigés étant largement préférés. Les tableaux sont à réserver à la présentation de données structurées (résultats, etc.).
- Les appels de note de bas de page (petits chiffres en exposant, introduits par l'outil «  Source ») sont à placer entre la fin de phrase et le point final[comme ça].
- Les liens internes (vers d'autres articles de Wikipédia) sont à choisir avec parcimonie. Créez des liens vers des articles approfondissant le sujet. Les termes génériques sans rapport avec le sujet sont à éviter, ainsi que les répétitions de liens vers un même terme.
- Les liens externes sont à placer uniquement dans une section « Liens externes », à la fin de l'article. Ces liens sont à choisir avec parcimonie suivant les règles définies. Si un lien sert de source à l'article, son insertion dans le texte est à faire par les notes de bas de page.
- La présentation des références doit suivre les conventions bibliographiques. Il est recommandé d'utiliser les modèles {{Ouvrage}}, {{Chapitre}}, {{Article}}, {{Lien web}} et/ou {{Bibliographie}}. Le mode d'édition visuel peut mettre en forme automatiquement les références.
- Insérer une infobox (cadre d'informations à droite) n'est pas obligatoire pour parachever la mise en page.

Pour une aide détaillée, merci de consulter Aide:Wikification.
Si vous pensez que ces points ont été résolus, vous pouvez retirer ce bandeau et améliorer la mise en forme d'un autre article.

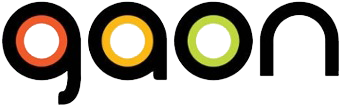
Logo de Gaon Music Chart, présenté en 2010

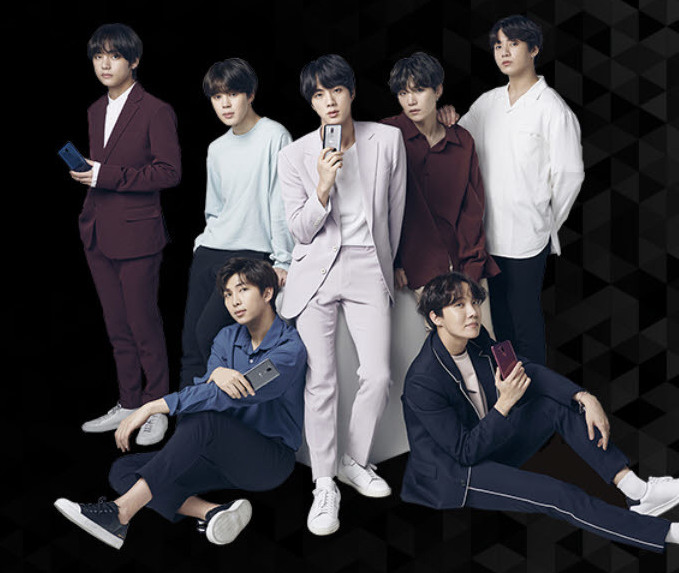
Le boys band sud-coréen BTS a reçu sept fois la certification Million pour plus de 21 millions d'albums vendus. Leur album studio 2020 Map of the Soul: 7 est le premier album à avoir reçu la certification 5 × Million et aussi l'album le plus vendu en Corée du Sud.

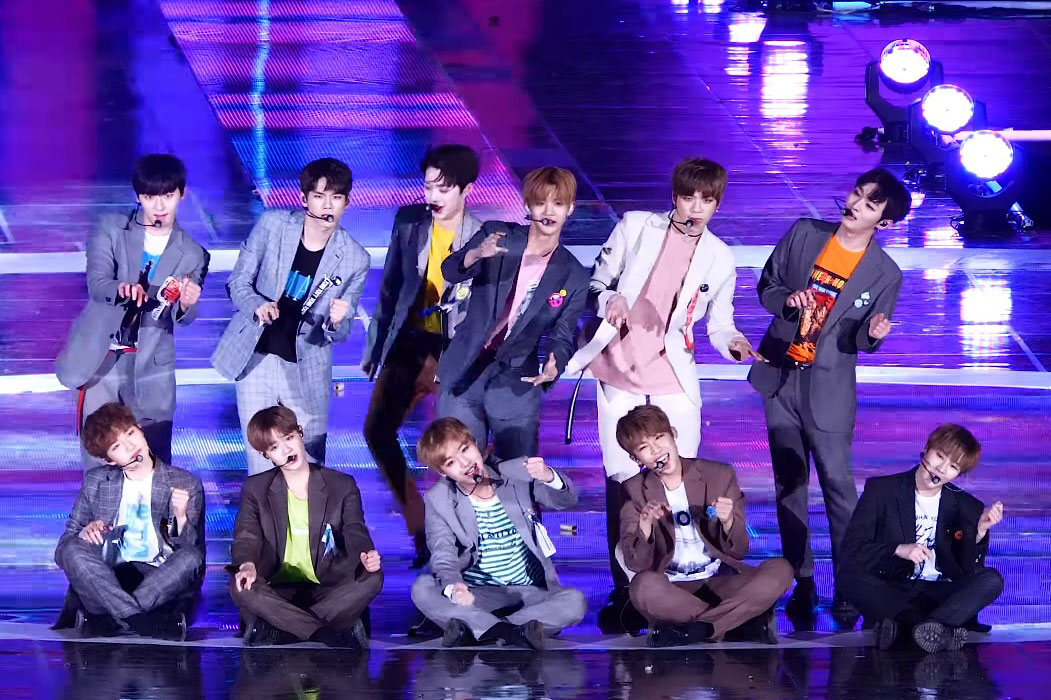
Wanna One (photographié en 2018) a été l'un des premiers groupes à recevoir une certification en mai 2018, pour leur EP 0+1=1 (I Promise You)

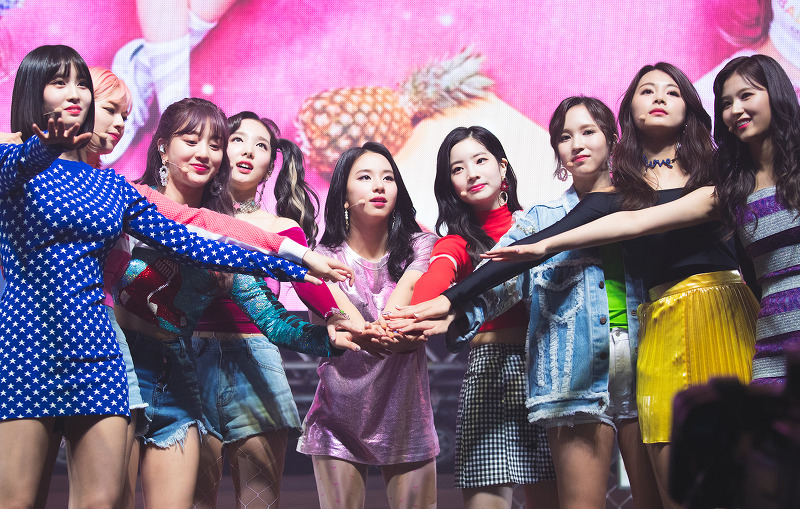
Twice (photo de 2018) What is love? est le premier album d'un groupe féminin à recevoir une certification en 2018.

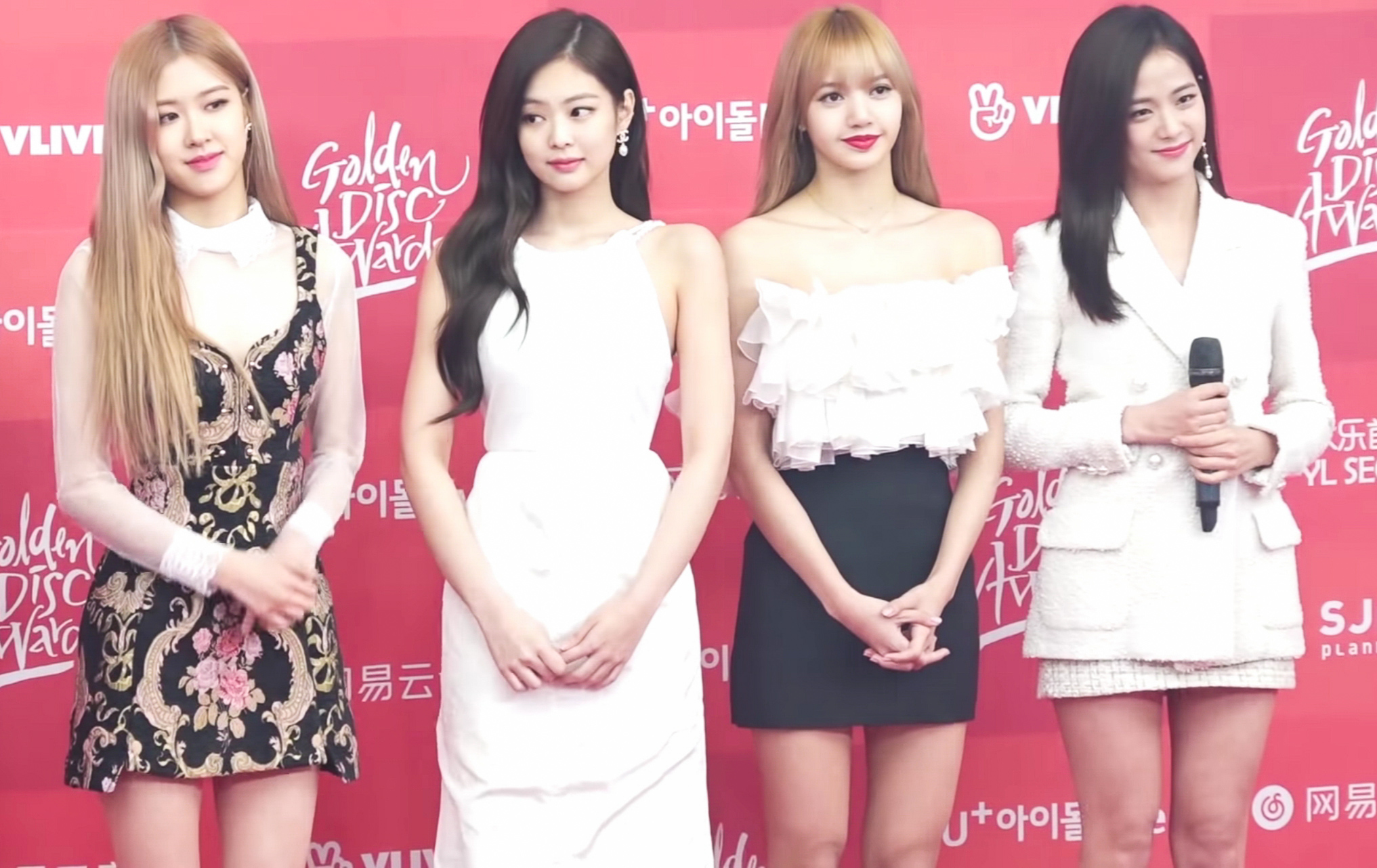
The Album et Born Pink de Blackpink (photographié en 2019) sont les premiers albums d'un groupe de filles à recevoir respectivement la certification Million et la certification Double Million.

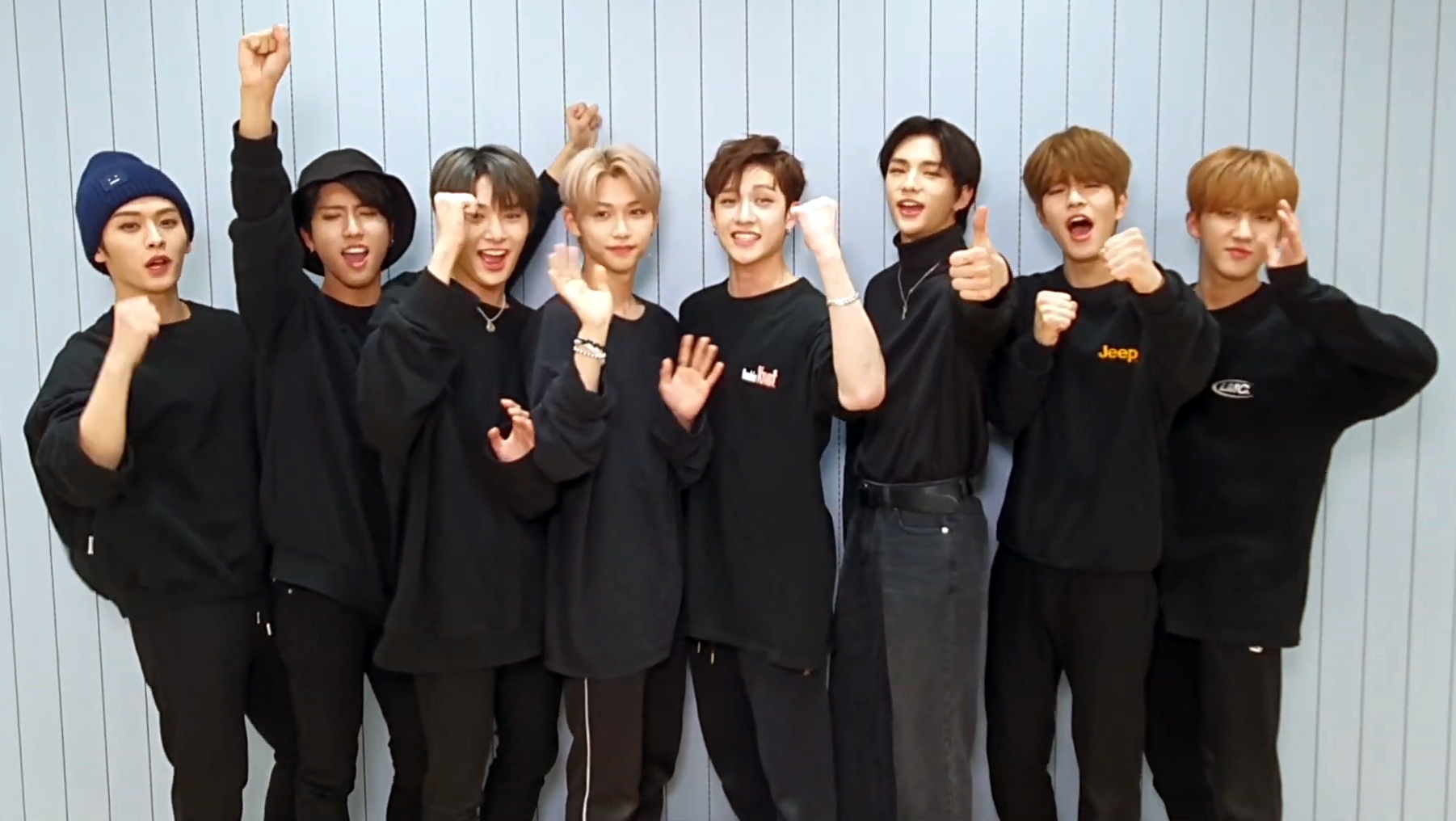
Stray Kids (photographié en 2019) compte 12 albums certifiés au total, ce qui en fait le groupe avec le plus d'albums certifiés.

La Korea Music Content Association (KMCA) est créée en 2008 dans le but de promouvoir les intérêts professionnels de ses membres et de s'impliquer dans la lutte contre le piratage. elle introduit les premiers classements officiels de musique en Corée du Sud en 2010 et met en place des certifications de morceaux en avril 2018. Seules les versions postérieures au 1er janvier 2018 ont été éligibles à la certification lorsqu'elles atteignaient le seuil requis. Les sorties antérieures à cette date ne peuvent pas être certifiées,.
Depuis 2018, 189 albums ont été certifiés par le KMCA en Corée du Sud. Eyes on You de Got7, NCT 2018 Empathy de NCT et 0+1=1 (I Promise You) de Wanna One sont les premiers à être certifiés, le 5 mai de la même année. Le mois suivant, What Is Love? de Twice devient le premier album  d'un groupe féminin à recevoir une certification. Le premier album studio de Blackpink, The Album, est devenu le premier d'un groupe féminin à recevoir la certification Million, en 2020, tandis que leur deuxième album studio Born Pink est devenu le premier à recevoir la certification Double Million, en 2022.[réf. nécessaire] Le troisième EP de Baekhyun, Bambi (2021), est le premier album d'un artiste solo à recevoir la certification Million. Le groupe masculin Stray Kids a le plus grand nombre d'albums certifiés, avec douze certifications.
En janvier 2023, le disque le plus certifié de Corée du Sud est Map of the Soul: 7 (2020), le quatrième album studio du boys band BTS. L'album a été certifié quintuple million en novembre 2022, pour avoir été vendu à plus de cinq millions d'exemplaires.

## Niveaux de certification
| Seuils par prix | Seuils par prix | Seuils par prix | Seuils par prix | Seuils par prix |
| Platine         | 2× Platine      | 3× Platine      | Million         | 2× Million      |
| --------------- | --------------- | --------------- | --------------- | --------------- |
| 250 000         | 500 000         | 750 000         | 1 000 000       | 2 000 000       |

## Par niveaux
| Artist                      | Album                                    | Certification | Nb de ventes | Date de sortie     |
| --------------------------- | ---------------------------------------- | ------------- | ------------ | ------------------ |
| BTS                         | Map of the Soul: 7                       | 5 × Million   | 5 000 000    | 21 Février 2020    |
| BTS                         | Map of the Soul: Persona                 | 4 × Million   | 4 000 000    | 12 Avril 2019      |
| BTS                         | Be                                       | 3 × Million   | 3 000 000    | 20 Novembre 2020   |
| BTS                         | Love Yourself: Answer                    | 3 × Million   | 3 000 000    | 24 Août 2018       |
| BTS                         | Butter                                   | 3 × Million   | 3 000 000    | 21 Mai 2021        |
| BTS                         | Love Yourself: Tear                      | 3 × Million   | 3 000 000    | 18 Mai 2018        |
| BTS                         | Proof                                    | 3 × Million   | 3 000 000    | 10 Juin 2022       |
| Stray Kids                  | Maxident                                 | 3 × Million   | 3 000 000    | Octobre 7, 2022    |
| Seventeen                   | Face the Sun                             | 3 × Million   | 3 000 000    | Mai 27, 2022       |
| NCT Dream                   | Hot Sauce                                | 2 × Million   | 2,000,000    | Mai 10, 2021       |
| NCT 127                     | Sticker                                  | 2 × Million   | 2,000,000    | Septembre 17, 2021 |
| Seventeen                   | Attacca                                  | 2 × Million   | 2,000,000    | Octobre 22, 2021   |
| NCT Dream                   | Glitch Mode                              | 2 × Million   | 2,000,000    | Mars 28, 2022      |
| Blackpink                   | Born Pink                                | 2 × Million   | 2,000,000    | Septembre 16, 2022 |
| Tomorrow X Together         | The Name Chapter: Temptation             | 2 × Million   | 2,000,000    | Janvier 27, 2023   |
| Exo                         | Don't Mess Up My Tempo                   | Million       | 1 000 000    | Novembre 2, 2018   |
| Seventeen                   | Heng:garæ                                | Million       | 1 000 000    | Juin 22, 2020      |
| Blackpink                   | The Album                                | Million       | 1 000 000    | Octobre 2, 2020    |
| NCT                         | Resonance Pt. 1                          | Million       | 1 000 000    | Octobre 12, 2020   |
| Seventeen                   | Semicolon                                | Million       | 1 000 000    | Octobre 19, 2020   |
| NCT                         | Resonance Pt. 2                          | Million       | 1 000 000    | Novembre 23, 2020  |
| Seventeen                   | An Ode                                   | Million       | 1 000 000    | Septembre 16, 2019 |
| Baekhyun                    | Bambi                                    | Million       | 1 000 000    | Mars 30, 2021      |
| Exo                         | Don't Fight the Feeling                  | Million       | 1 000 000    | Juin 7, 2021       |
| Seventeen                   | Your Choice                              | Million       | 1 000 000    | Juin 18, 2021      |
| NCT Dream                   | Hello Future                             | Million       | 1 000 000    | Juin 28, 2021      |
| Stray Kids                  | Noeasy                                   | Million       | 1 000 000    | August 23, 2021    |
| Enhypen                     | Dimension: Dilemma                       | Million       | 1 000 000    | Octobre 12, 2021   |
| NCT                         | Universe                                 | Million       | 1 000 000    | Décembre 14, 2021  |
| Stray Kids                  | Oddinary                                 | Million       | 1 000 000    | Mars 18, 2022      |
| Lim Young-woong             | Im Hero                                  | Million       | 1 000 000    | Mai 2, 2022        |
| TXT                         | Minisode 2: Thursday's Child             | Million       | 1 000 000    | Mai 9, 2022        |
| NCT Dream                   | Beatbox                                  | Million       | 1 000 000    | Mai 30, 2022       |
| Baekhyun                    | Delight                                  | Million       | 1 000 000    | Mai 25, 2020       |
| Enhypen                     | Manifesto: Day 1                         | Million       | 1 000 000    | Juillet 4, 2022    |
| Aespa                       | Girls                                    | Million       | 1 000 000    | Juillet 8, 2022    |
| Itzy                        | Checkmate                                | Million       | 1 000 000    | Juillet 15, 2022   |
| Seventeen                   | Sector 17                                | Million       | 1 000 000    | Juillet 18, 2022   |
| Ateez                       | The World EP.1: Movement                 | Million       | 1 000 000    | Juillet 29, 2022   |
| TXT                         | The Chaos Chapter: Fight or Escape       | Million       | 1 000 000    | August 17, 2021    |
| Ive                         | After Like                               | Million       | 1 000 000    | August 22, 2022    |
| Twice                       | Between 1&2                              | Million       | 1 000 000    | August 26, 2022    |
| TXT                         | The Chaos Chapter: Freeze                | Million       | 1 000 000    | Mai 31, 2021       |
| NCT 127                     | 2 Baddies                                | Million       | 1 000 000    | Septembre 16, 2021 |
| Jin                         | The Astronaut                            | Million       | 1 000 000    | Octobre 28, 2022   |
| Itzy                        | Cheshire                                 | Million       | 1 000 000    | Novembre 30, 2022  |
| NCT Dream                   | Candy                                    | Million       | 1 000 000    | Décembre 19, 2022  |
| Wanna One                   | 0+1=1 (I Promise You)                    | 3 × Platine   | 750 000      | Mars 19, 2018      |
| Exo                         | Obsession                                | 3 × Platine   | 750 000      | Novembre 27, 2019  |
| NCT 127                     | Neo Zone                                 | 3 × Platine   | 750 000      | Mars 6, 2020       |
| Enhypen                     | Border: Carnival                         | 3 × Platine   | 750 000      | Avril 26, 2021     |
| NCT 127                     | Favorite                                 | 3 × Platine   | 750 000      | Octobre 25, 2021   |
| Enhypen                     | Dimension: Answer                        | 3 × Platine   | 750 000      | Janvier 10, 2022   |
| Treasure                    | The Second Step: Chapter One             | 3 × Platine   | 750 000      | Février 15, 2022   |
| Twice                       | Formula of Love: O+T=＜3                 | 3 × Platine   | 750 000      | Novembre 1, 2021   |
| Stray Kids                  | Christmas EveL                           | 3 × Platine   | 750 000      | Novembre 29, 2021  |
| TXT                         | Minisode1: Blue Hour                     | 3 × Platine   | 750 000      | Octobre 26, 2020   |
| Ive                         | Love Dive                                | 3 × Platine   | 750 000      | Avril 5, 2022      |
| (G)I-dle                    | I Love                                   | 3 × Platine   | 750 000      | Octobre 17, 2022   |
| Red Velvet                  | The ReVe Festival 2022 - Birthday        | 3 × Platine   | 750 000      | Novembre 28, 2022  |
| Le Sserafim                 | Antifragile                              | 3 × Platine   | 750 000      | Octobre 17, 2022   |
| Ateez                       | Zero: Fever Part.3                       | 3 × Platine   | 750 000      | Septembre 13, 2021 |
| NewJeans                    | New Jeans                                | 3 × Platine   | 750 000      | August 8, 2022     |
| NewJeans                    | OMG                                      | 3 × Platine   | 750 000      | Janvier 2, 2023    |
| Wanna One                   | 1÷x=1 (Undivided)                        | 2 × Platine   | 500 000      | Juin 4, 2018       |
| Wanna One                   | 1¹¹=1 (Power of Destiny)                 | 2 × Platine   | 500 000      | Novembre 19, 2018  |
| Exo                         | Love Shot                                | 2 × Platine   | 500 000      | Décembre 13, 2018  |
| BTS                         | BTS World: Original Soundtrack           | 2 × Platine   | 500 000      | Juin 28, 2019      |
| Baekhyun                    | City Lights                              | 2 × Platine   | 500 000      | Juillet 10, 2019   |
| Kang Daniel                 | Color on Me                              | 2 × Platine   | 500 000      | Juillet 25, 2019   |
| X1                          | Emergency: Quantum Leap                  | 2 × Platine   | 500 000      | August 27, 2019    |
| NCT Dream                   | Reload                                   | 2 × Platine   | 500 000      | Avril 29, 2020     |
| NCT 127                     | Neo Zone: The Final Round                | 2 × Platine   | 500 000      | Mai 19, 2020       |
| Twice                       | More & More                              | 2 × Platine   | 500 000      | Juin 1, 2020       |
| Iz*One                      | Oneiric Diary                            | 2 × Platine   | 500 000      | Juin 15, 2020      |
| EXO-SC                      | 1 Billion Views                          | 2 × Platine   | 500 000      | Juillet 13, 2020   |
| Seventeen                   | You Made My Dawn                         | 2 × Platine   | 500 000      | Janvier 21, 2019   |
| Kim Ho-joong                | We Are Family                            | 2 × Platine   | 500 000      | Septembre 5, 2020  |
| SuperM                      | Super One                                | 2 × Platine   | 500 000      | Septembre 25, 2020 |
| NCT                         | NCT 2018 Empathy                         | 2 × Platine   | 500 000      | Mars 14, 2018      |
| Twice                       | Eyes Wide Open                           | 2 × Platine   | 500 000      | Octobre 26, 2020   |
| Ateez                       | Zero: Fever Part.2                       | 2 × Platine   | 500 000      | Mars 1, 2021       |
| Stray Kids                  | In Life                                  | 2 × Platine   | 500 000      | Septembre 14, 2020 |
| Twice                       | Taste of Love                            | 2 × Platine   | 500 000      | Juin 11, 2021      |
| Blackpink                   | Kill This Love                           | 2 × Platine   | 500 000      | Avril 5, 2019      |
| Enhypen                     | Border: Day One                          | 2 × Platine   | 500 000      | Novembre 30, 2020  |
| The Boyz                    | Thrill-ing                               | 2 × Platine   | 500 000      | August 9, 2021     |
| TXT                         | The Chaos Chapter: Fight or Escape       | 2 × Platine   | 500 000      | August 17, 2021    |
| Rosé                        | R                                        | 2 × Platine   | 500 000      | Mars 12, 2021      |
| Lisa                        | Lalisa                                   | 2 × Platine   | 500 000      | Septembre 10, 2021 |
| Aespa                       | Savage                                   | 2 × Platine   | 500 000      | Octobre 5, 2021    |
| The Boyz                    | Maverick                                 | 2 × Platine   | 500 000      | Novembre 12, 2021  |
| Itzy                        | Crazy in Love                            | 2 × Platine   | 500 000      | Septembre 24, 2021 |
| Twice                       | Feel Special                             | 2 × Platine   | 500 000      | Septembre 23, 2019 |
| SM Town                     | 2021 Winter SM Town: SMCU Express        | 2 × Platine   | 500 000      | Décembre 27, 2021  |
| Stray Kids                  | Go Live                                  | 2 × Platine   | 500 000      | Juin 17, 2020      |
| Red Velvet                  | The ReVe Festival 2022 - Feel My Rhythm  | 2 × Platine   | 500 000      | Mars 21, 2022      |
| NCT Dream                   | We Boom                                  | 2 × Platine   | 500 000      | Juillet 26, 2019   |
| Got7                        | Got7                                     | 2 × Platine   | 500 000      | Mai 23, 2022       |
| Young Tak                   | MMM                                      | 2 × Platine   | 500 000      | Juillet 4, 2022    |
| Kim Ho-joong                | Panorama                                 | 2 × Platine   | 500 000      | Juillet 27, 2022   |
| Twice                       | Fancy You                                | 2 × Platine   | 500 000      | Avril 22, 2019     |
| TXT                         | The Dream Chapter: Eternity              | 2 × Platine   | 500 000      | Mai 18, 2020       |
| Nayeon                      | Im Nayeon                                | 2 × Platine   | 500 000      | Juin 24, 2022      |
| Nmixx                       | Entwurf                                  | 2 × Platine   | 500 000      | Septembre 19, 2022 |
| RM                          | Indigo                                   | 2 × Platine   | 500 000      | Décembre 2, 2022   |
| Blackpink                   | Square Up                                | 2 × Platine   | 500 000      | Juin 15, 2018      |
| Twice                       | What Is Love?                            | 2 × Platine   | 500 000      | Avril 9, 2018      |
| Got7                        | Eyes on You                              | Platine       | 250 000      | Mars 12, 2018      |
| Exo-CBX                     | Blooming Days                            | Platine       | 250 000      | Avril 10, 2018     |
| Twice                       | Summer Nights                            | Platine       | 250 000      | Juillet 9, 2018    |
| Seventeen                   | You Make My Day                          | Platine       | 250 000      | Juillet 16, 2018   |
| NU'EST W                    | Who, You                                 | Platine       | 250 000      | Juin 25, 2018      |
| Got7                        | Present: You                             | Platine       | 250 000      | Septembre 17, 2018 |
| NCT 127                     | Regular-Irregular                        | Platine       | 250 000      | Octobre 12, 2018   |
| Twice                       | Yes or Yes                               | Platine       | 250 000      | Novembre 5, 2018   |
| Got7                        | Spinning Top                             | Platine       | 250 000      | Mai 20, 2019       |
| NCT 127                     | We Are Superhuman                        | Platine       | 250 000      | Mai 24, 2019       |
| Monsta X                    | Take.2 We Are Here                       | Platine       | 250 000      | Février 18, 2019   |
| Exo-SC                      | What a Life                              | Platine       | 250 000      | Juillet 22, 2019   |
| Iz*One                      | Heart*Iz                                 | Platine       | 250 000      | Avril 1, 2019      |
| NU'EST                      | Happily Ever After                       | Platine       | 250 000      | Avril 29, 2019     |
| Super Junior                | Time Slip                                | Platine       | 250 000      | Octobre 14, 2019   |
| Got7                        | Call My Name                             | Platine       | 250 000      | Novembre 4, 2019   |
| Iz*One                      | Bloom*Iz                                 | Platine       | 250 000      | Février 17, 2020   |
| Kang Daniel                 | Cyan                                     | Platine       | 250 000      | Mars 24, 2020      |
| Suho                        | Self-Portrait                            | Platine       | 250 000      | Mars 30, 2020      |
| Got7                        | Dye                                      | Platine       | 250 000      | Avril 20, 2020     |
| Iz*One                      | Color*Iz                                 | Platine       | 250 000      | Octobre 29, 2018   |
| Monsta X                    | Fantasia X                               | Platine       | 250 000      | Mai 26, 2020       |
| TXT                         | The Dream Chapter: Magic                 | Platine       | 250 000      | Octobre 21, 2019   |
| Blackpink                   | How You Like That: Special Edition       | Platine       | 250 000      | Juillet 17, 2020   |
| Ateez                       | Zero: Fever Part.1                       | Platine       | 250 000      | Juillet 29, 2020   |
| Kang Daniel                 | Magenta                                  | Platine       | 250 000      | August 3, 2020     |
| TXT                         | The Dream Chapter: Star                  | Platine       | 250 000      | Mars 4, 2019       |
| The Boyz                    | Chase                                    | Platine       | 250 000      | Septembre 21, 2020 |
| Monsta X                    | Fatal Love                               | Platine       | 250 000      | Novembre 2, 2020   |
| Jonghyun                    | Poet \| Artist                           | Platine       | 250 000      | Janvier 23, 2018   |
| Got7                        | Breath of Love: Last Piece               | Platine       | 250 000      | Novembre 30, 2020  |
| Kai                         | Kai                                      | Platine       | 250 000      | Novembre 30, 2020  |
| Iz*One                      | One-reeler / Act IV                      | Platine       | 250 000      | Décembre 7, 2020   |
| Kim Ho-joong                | The Classic Album I - My Favorite Arias  | Platine       | 250 000      | Décembre 17, 2020  |
| Kim Ho-joong                | The Classic Album II - My Favorite Songs | Platine       | 250 000      | Décembre 18, 2020  |
| NCT Dream                   | We Go Up                                 | Platine       | 250 000      | Septembre 3, 2018  |
| Treasure                    | The First Step: Chapter One              | Platine       | 250 000      | August 7, 2020     |
| Treasure                    | The First Step: Treasure Effect          | Platine       | 250 000      | Janvier 11, 2021   |
| Shinee                      | Don't Call Me                            | Platine       | 250 000      | Février 22, 2021   |
| Stray Kids                  | Clé: Levanter                            | Platine       | 250 000      | Décembre 9, 2019   |
| WayV                        | Kick Back                                | Platine       | 250 000      | Mars 10, 2021      |
| Super Junior                | The Renaissance                          | Platine       | 250 000      | Mars 16, 2021      |
| IU                          | Lilac                                    | Platine       | 250 000      | Mars 25, 2021      |
| Astro                       | All Yours                                | Platine       | 250 000      | Avril 5, 2021      |
| Kang Daniel                 | Yellow                                   | Platine       | 250 000      | Avril 13, 2021     |
| Itzy                        | Guess Who                                | Platine       | 250 000      | Avril 30, 2021     |
| NCT                         | Resonance Pt. 2 (Kit)                    | Platine       | 250 000      | Décembre 14, 2020  |
| Stray Kids                  | Clé 1: Miroh                             | Platine       | 250 000      | Mars 25, 2019      |
| IU                          | Love Poem                                | Platine       | 250 000      | Novembre 18, 2019  |
| Treasure                    | The First Step: Chapter Two              | Platine       | 250 000      | Septembre 18, 2020 |
| Monsta X                    | One of a Kind                            | Platine       | 250 000      | Juin 1, 2021       |
| Seventeen                   | Special Album 'Director's Cut'           | Platine       | 250 000      | Février 5, 2018    |
| Monsta X                    | Take.1 Are You There?                    | Platine       | 250 000      | Octobre 22, 2018   |
| NCT Dream                   | Hello Future (Kit)                       | Platine       | 250 000      | Juin 28, 2021      |
| D.O.                        | Empathy                                  | Platine       | 250 000      | Juillet 26, 2021   |
| Red Velvet                  | Queendom                                 | Platine       | 250 000      | August 16, 2021    |
| Astro                       | Switch On                                | Platine       | 250 000      | August 2, 2021     |
| Monsta X                    | Follow: Find You                         | Platine       | 250 000      | Octobre 28, 2019   |
| Monsta X                    | No Limit                                 | Platine       | 250 000      | Novembre 19, 2021  |
| Treasure                    | The First Step: Chapter Three            | Platine       | 250 000      | Novembre 6, 2020   |
| Kai                         | Peaches                                  | Platine       | 250 000      | Novembre 30, 2021  |
| Ive                         | Eleven                                   | Platine       | 250 000      | Décembre 1, 2021   |
| Ateez                       | Zero: Fever Epilogue                     | Platine       | 250 000      | Décembre 10, 2021  |
| Itzy                        | Not Shy                                  | Platine       | 250 000      | August 17, 2020    |
| Kep1er                      | First Impact                             | Platine       | 250 000      | Janvier 3, 2022    |
| Nmixx                       | Ad Mare                                  | Platine       | 250 000      | Février 22, 2022   |
| Stray Kids                  | I Am You                                 | Platine       | 250 000      | Octobre 22, 2018   |
| Red Velvet                  | The ReVe Festival: Finale                | Platine       | 250 000      | Décembre 23, 2019  |
| Red Velvet – Irene & Seulgi | Monster                                  | Platine       | 250 000      | Juillet 6, 2020    |
| Monsta X                    | Shape of Love                            | Platine       | 250 000      | Avril 26, 2022     |
| Stray Kids                  | Clé 2: Yellow Wood                       | Platine       | 250 000      | Juin 19, 2019      |
| Le Sserafim                 | Fearless                                 | Platine       | 250 000      | Mai 2, 2022        |
| Astro                       | Drive to the Starry Road                 | Platine       | 250 000      | Mai 16, 2022       |
| Stray Kids                  | I Am Who                                 | Platine       | 250 000      | August 6, 2018     |
| STAYC                       | Young-Luv.com                            | Platine       | 250 000      | Février 21, 2022   |
| Kep1er                      | Doublast                                 | Platine       | 250 000      | Juin 20, 2022      |
| Stray Kids                  | I Am Not                                 | Platine       | 250 000      | Mars 26, 2018      |
| NCT                         | Resonance Pt. 1 (Kit)                    | Platine       | 250 000      | Octobre 28, 2020   |
| (G)I-dle                    | I Never Die                              | Platine       | 250 000      | Mars 14, 2022      |
| J-Hope                      | Jack in the Box (Weverse)                | Platine       | 250 000      | Juillet 15, 2022   |
| STAYC                       | We Need Love                             | Platine       | 250 000      | Juillet 19, 2022   |
| Girls' Generation           | Forever 1                                | Platine       | 250 000      | August 8, 2022     |
| The Boyz                    | Be Aware                                 | Platine       | 250 000      | August 16, 2022    |
| NCT 127                     | Regulate                                 | Platine       | 250 000      | Novembre 27, 2018  |
| Red Velvet                  | The ReVe Festival: Day 1                 | Platine       | 250 000      | Juin 19, 2019      |
| Treasure                    | The Second Step: Chapter Two             | Platine       | 250 000      | Octobre 4, 2022    |
| Kep1er                      | Troubleshooter                           | Platine       | 250 000      | Octobre 13, 2022   |
| NewJeans                    | New Jeans (Weverse)                      | Platine       | 250 000      | August 8, 2022     |
| NCT Dream                   | Candy (SMC)                              | Platine       | 250 000      | Décembre 19, 2022  |
| SM Town                     | 2022 Winter SM Town: SMCU Palace         | Platine       | 250 000      | Décembre 26, 2022  |
| Ateez                       | Spin Off: From the Witness               | Platine       | 250 000      | Décembre 30, 2022  |
| Twice                       | The Year of "Yes"                        | Platine       | 250 000      | Décembre 13, 2018  |
| (G)I-dle                    | I Burn                                   | Platine       | 250 000      | Janvier 11, 2021   |
| Seventeen                   | Face the Sun (Weverse)                   | Platine       | 250 000      | Juin 3, 2022       |
| NewJeans                    | OMG (Weverse)                            | Platine       | 250 000      | 2, 2023            |
| Monsta X                    | Reason                                   | Platine       | 250 000      | Janvier 9, 2023    |
| Tomorrow X Together         | The Name Chapter: Temptation (Weverse)   | Platine       | 250 000      | Janvier 27, 2023   |